# 東京太郎
東京太郎(日語：あずま 京太郎,  假名：あずま きょうたろう)，日本漫畫家。

## 來歷、人物
於 2011 年畢業於新潟県新潟市中央区日本動畫與漫畫學院(Japan Animation & Manga college)，特點是「強大的螢幕創作，精確的筆觸和大膽的構圖。」

## 受獎歷
獲得第 17 屆 シリウス新人賞 亞軍。

2025 年，負責作畫的“Versus”獲得第 49 屆講談社漫畫獎青少年組 。

## 作品列表

### 漫畫
- 『Sacred Seven』同名漫畫[4] - 2012年10月号，出版商：講談社，4 卷（原作：矢立肇 ，《月刊少年天狼星》2011 年 9 月[4]號  - 2012 年 10 月號[5] ）-動畫改編漫畫

- 『SAKURA BRIGADE第八○八技術試驗中隊サクラブリゲイド』[2]，出版商：講談社，全7巻（原作：日向寺明徳、《月刊少年天狼星》2014年6月號 - 2017年3月號[6] ）

- 『拳皇~新的開始~(THE KING OF FIGHTERS 〜A NEW BEGINNING〜)』[7] ，出版商：講談社，全6巻（原作：SNK、《Magazine Pocket》2018年1月1日 - 2020年8月10日、《月刊少年天狼星》2018年4月号 - 2020年12月号） - 遊戲改編漫畫

- 『天下第一日本最強武者選拔賽(テンカイチ 日本最強武芸者決定戦)』[8] ，出版商：講談社，已出版 11 卷（原作：中丸洋介、《ヤングマガジンサード》2021年Vol.2- 2021年Vol.5，因合併而轉讓《月刊ヤングマガジン》2021年6月号 - ）

- 『 拳皇外傳-火焰的起源(THE KING OF FIGHTERS) 外伝 ―炎の起源― 真吾、タイムスリップ!行っきまーす!』[9] - 2022年6月6日[10] ，出版商：講談社 ，全2巻（原作：SNK、《水曜日のシリウス》，2021 年 7 月 19 日 - 2022 年 6 月 6 日 - 遊戲改編漫畫

- 『Versus』[11]，出版商：講談社，已出版 4 卷（原作：ONE、構圖：bose、《月刊少年天狼星》2023 年 1 月號-)

### 動畫
2025年4月11日，天下第一日本最強武者選拔賽(テンカイチ 日本最強武芸者決定戦)TV動畫化決定，原作：中丸洋介 作畫：東京太郎 。

## 外部連結
- 東京太郎的X（前Twitter）